# Thunderbolt Ross
Pour les articles homonymes, voir Ross.
Thaddeus « Thunderbolt » Ross est un anti-héros évoluant dans l'univers Marvel de la maison d'édition Marvel Comics. Créé par le scénariste Stan Lee et le dessinateur Jack Kirby, le personnage de fiction apparaît pour la première fois dans le comic book Incredible Hulk (vol. 1) #1 en 1962.
À l'origine, le personnage est un militaire, lieutenant-général de l'US Air Force et le père de Betty Ross, qui pourchasse le colosse vert Hulk et qui ne possède aucun super-pouvoir.
Il apparaît pour la première fois en tant que le Hulk rouge (« Red Hulk ») dans le comic Hulk (vol. 2) #1 en 2008, scénarisé par Jeph Loeb et dessiné par Ed McGuinness. L'identité secrète de ce personnage est un mystère pendant plusieurs numéros, jusqu'à ce que l'on apprenne que Red Hulk et Thunderbolt Ross ne font qu'un. Pour le différencier de son alter ego vert, les créateurs du personnage le désignent sous le nom de Rulk.
Le Hulk rouge se fait connaître en assassinant l'Abomination, l'un des pires ennemis de Hulk. À la suite de cet événement, une succession de choses mena à élaborer plusieurs théories sur l’identité de Rulk. Plusieurs personnes, comme Rick Jones ou Doc Samson, furent suspectées d’être le Hulk Rouge.

## Biographie du personnage

### Militaire
Passionné d'aviation dès son plus jeune âge, Thaddeus « Thunderbolt » Ross s'engage très tôt dans l'armée américaine et rejoint l'US Air Force. Devenu général, on lui confie le commandement de la base militaire Gamma où se déroule le « projet Gamma ». C'est là que naît la créature nommée Hulk après que le savant Bruce Banner, à la suite d'un test de sa bombe G qui tourna mal, est irradié par les rayons gamma, le transformant en un colosse gris (par la suite vert) doté de pouvoirs surhumains.
Alors que sa fille, Betty Ross, reste amoureuse de Bruce Banner, le général Ross juge que le monstre vert qu'est devenu Banner constitue une menace relevant de sa responsabilité. Il traque ensuite Hulk pendant des années à la tête d'une escouade de soldats surnommée les « Hulkbusters ». Il va même jusqu'à s'allier avec des ennemis de Hulk, comme l'Abomination qu'il libère de prison, le Leader ou encore MODOK. Ses actions étant découvertes par ses supérieurs, Ross est dégradé, ce qui l'amène de peu à mettre fin à ses jours. Le jour du mariage de sa fille avec Bruce Banner, Ross tente d'abattre le savant mais blesse par erreur son ami, Rick Jones.
En fuite, Ross est recruté par le SHIELD en tant qu'agent indépendant pour intégrer un programme spécial. On le fait alors fusionner avec l'entité appelée Zzzax. L'opération est finalement un échec et Ross retrouve forme humaine. Réaffecté sur la base Gamma, il est peu de temps après tué par un mutant alors qu'il protégeait sa fille.
Son cadavre est peu après récupéré par le Leader qui le ramène à la vie et en fait son garde d'élite, le Rédempteur (Redeemer), qui finit captif d'une race alien, les Trojans, un appât pour attirer Hulk et le Panthéon. Ross est par la suite retrouvé et soigné par l'armée américaine. Remis sur pied, il retrouve un poste dans l'US Air Force.
Plus tard, alors qu'il semble avoir tiré un trait sur la menace Hulk, il découvre (à tort) que sa fille a été mortellement empoisonnée par le sang de Banner lors d'une transfusion. Après avoir placé secrètement le corps de sa fille en cryostase (sommeil artificiel) grâce au Leader, Ross reprend alors la chasse du Titan vert, vouant sa vie à éliminer le monstre. Ce dernier lui échappe pourtant quand Tony Stark, Red Richards et Nick Fury piègent Hulk en l'exilant dans l'espace.

### Hulk rouge
Le jour où Captain America est assassiné, l'Intelligencia retrouve Ross et lui propose un marché : le retour de Betty Ross contre son corps.
Un an plus tard, Hulk revient sur Terre à la tête d'une armée vengeresse. Iron Man (Tony Stark) est battu en tentant de le stopper, et Ross à son tour est capturé par les aliens. Finalement, Hulk est arrêté et retrouve sa forme humaine grâce à une machine conçue par Stark (une partie de son irradiation gamma avait été volée par les vilains auxquels Hulk s'était associé).
Ross devient le gardien personnel de Banner, incarcéré dans une base secrète de l'A.I.M. dissimulée comme une base de l'armée. Quelques heures plus tard, Ross devient secrètement le Hulk rouge (Red Hulk), un colosse rouge à l'image de Hulk, transformé grâce à une dose de rayonnements gamma et d'ondes cosmiques.
Le Hulk rouge utilise alors sa nouvelle puissance pour se venger de l'Abomination, qu'il va éliminer en Russie. Il s’en prend aussi à Miss Hulk et Iron Man, détruisant l'Héliporteur du SHIELD. Il attaque ensuite Rick Jones qui se transforme en A-Bomb. Hulk prend part au combat, qui se poursuit jusqu’à San Francisco. Red Hulk vainc Hulk (temporairement) et affronte le dieu Thor. Il le sonne, soulève son marteau Mjolnir et projette Thor sur la Lune. Le Hulk rouge est finalement stoppé par plusieurs super-héros.
Plus tard, Ross met en scène sa propre mort avec un Life Model Decoy (en) (LMD, un clone de lui-même) et laisse Doc Samson tuer Clay Quartermain, qui avait été le seul témoin de leur plan. Ross s'allie toutefois avec Bruce Banner, qu'il n'arrive pas à battre quand l'Intelligencia entreprend de capturer les plus grands savants, comme Red Richards (Mister Fantastic) et Hank McCoy (le Fauve).
Lors de la bataille finale contre une armée de soldats de l'A.I.M. irradiés et transformés en versions mineures Rouges, Ross draine les radiations gamma du Leader qui retrouve alors un corps ordinaire, et fait échouer un coup d’État lancé par un autre LMD (une copie conforme du feu-Glenn Talbot) manipulé par l'Intelligencia.

## Pouvoirs, capacités et équipement
Avant qu'il ne devienne le Hulk rouge, Thunderbolt Ross Ross ne possédait aucun super-pouvoir. En complément de ceux-ci, le général Ross est un organisateur, un stratège militaire et un meneur d’hommes compétent et doué. Il est aussi habile avec le maniement des armes que des équipements militaires.
Sous sa forme de Hulk rouge, Thunderbolt Ross possède de vastes pouvoirs surhumains.
- Il possède une force surhumaine lui permettant de soulever (ou d'exercer une pression équivalente à) bien au-delà des 100 tonnes à l'échelle Marvel[1],[c]
- Son endurance et sa résistance physique sont elles-aussi accrues au même niveau que sa force[1].
- Sous cette forme, il est pratiquement invulnérable. Sa peau peut résister à des tirs de mitrailleuse de très gros calibre, ainsi qu'aux coups surpuissants de A-Bomb (Rick Jones) et de Hulk. Il a encaissé sans broncher l’impact du marteau de Thor, Mjolnir, n'étant en définitive que légèrement balafré au visage (qui a vite cicatrisé). Les seuls êtres étant parvenus à le blesser avec leurs griffes ou leurs dents acérées sont A-Bomb, Wendigo ou Wolverine. Il est aussi capable de se régénérer (facteur guérisseur) en l’espace de quelques minutes après avoir reçu des blessures importantes[1].
- Quand il entre en colère, sa peau génère une chaleur intense qui peut être libérée par ses yeux. Cette chaleur est suffisamment élevée pour faire fondre la toile de Spider-Man ou transformer le sable en verre. Il peut aussi absorber les énergies, notamment le rayonnement gamma et même le pouvoir cosmique du Surfer d'argent[1].
- Tout comme Hulk, il est capable de franchir des kilomètres dans les airs en un seul bond grâce aux puissants muscles de ses jambes[d].
- Son corps est si radioactif que le sol se vitrifie sur son passage ; le docteur Banner a constaté que le degré d'irradiation du Hulk rouge était proportionnel à sa colère.
- Il peut respirer dans le vide sidéral.
- Contrairement à Hulk, le Hulk rouge garde la maîtrise de son esprit (et donc de son intelligence) mais reste très agressif ; cependant, à la différence de Bruce Banner (Hulk), il ne retrouve pas sa forme humaine quand il perd conscience[1].

Pendant une très brève période, l'esprit de Ross a contrôlé le corps de la créature appelée Zzzax ; il disposait alors des pouvoirs de celui-ci. Également pendant un certain temps, et une fois que son esprit retourna dans son corps originel, Ross pouvait encore libérer un peu de l’énergie électromagnétique de Zzzax.
Au cours de sa carrière dans l'armée, le général Ross a eu accès à un vaste arsenal d’armes, aussi bien conventionnelles que non conventionnelles. Dernièrement, on l'a vu manier un revolver conçu par le SHIELD qui tire des balles capables de percer la peau de Hulk.

## Ennemis
Comme Hulk est quasi invincible quand il n'a pas l'esprit de Bruce Banner pour le contrôler, les scénaristes de la série ont imaginé faire affronter Red Hulk à des versions alternatives et dérivées de Hulk : le Hulk gris ; Simon Williams (Wonder Man) ; le Maestro ; Flux ; Skaar ; Ravage ; John Eisenhart ou encore Miss Hulk.
Il affronta occasionnellement Iron Man, il tua l’Abomination et combattit A-Bomb. Lors de l’ère des Thunderbolts, il affronta les super-vilains en général.

## Publications
Publié par Marvel Comics :
- Hulk (vol. 2) #1, 2008 — parmi les meilleures ventes de comics en 2008[5]
- King-Size Hulk, one shot par Frank Cho, Art Adams et Herb Trimpe, 2008.
- Hulk: Variants #1-6, 2008.
- Fall Of The Hulks #1-2…, par Jeff Parker & Carlos Rodriguez, 2010.
- Mighty Avengers #25
- Wolverine (vol. 3) #73

Livres de poche :
- Hulk (vol. 1) : Red Hulk, 2008.
- Hulk (vol. 2) : Red & Green, 2008.
- Hulk (vol. 3) : Hulk No More.
- Hulk (vol. 4) : Hulk vs. X-Force.

## Apparitions dans d'autres médias
Sauf indication contraire, les informations mentionnées dans cette section peuvent être confirmées par la base de données cinématographiques IMDb,  présente dans la section « Liens externes ».

### Films
Interprété par Sam Elliott
- 2003 : Hulk réalisé par Ang Lee.

### Univers cinématographique Marvel
Le personnage est initialement interprété dans l'univers cinématographique Marvel par l'acteur William Hurt, de 2008 à 2021 :
- 2008 : L'Incroyable Hulk réalisé par Louis Leterrier

Le général Ross mène une vendetta contre Bruce Banner, depuis l'expérience qui lui a donné les pouvoirs de Hulk et où sa fille a failli perdre la vie, afin de l'arrêter mais aussi de remettre la main sur la formule pour en faire une arme. En donnant une version du sérum de Super-Soldat puis une version synthétisée du sérum de Hulk à Emil Blonsky, il est à l'origine de sa transformation en Abomination. Après que Hulk a vaincu l'Abomination, Ross se voit informé par Tony Stark qu'il doit cesser de vouloir relancer le programme Super-Soldat.
- 2016 : Captain America : Civil War réalisé par Anthony et Joe Russo

Le général Thaddeus Ross est devenu secrétaire d'État des États-Unis. Il convoque les Avengers après l'explosion survenu à Lagos, pour présenter les « Accords de Sokovie ». Ross leur demande de signer ces accords pour que leurs actions puissent être validées par les Nations unies. Captain America refusant de signer, Ross demande à Iron Man de l'arrêter ainsi que ses complices (Falcon, Ant-Man, Wanda Maximoff, Hawkeye et le Soldat de l'Hiver).
- 2018 : Avengers: Infinity War réalisé par Anthony et Joe Russo

Ross constate une nouvelle fois les actions illégales de Captain America après Civil War. Rhodes refuse son ordre d'arrêter Rogers et son équipe de fugitifs.
- 2019 : Avengers: Endgame réalisé par Anthony et Joe Russo

Ross assiste aux obsèques de Tony Stark.
- 2021 : Black Widow réalisé par Cate Shortland

Il apparait à la tête des opérations de traque des Avengers ayant refusé les accords de Sokovie.
À la suite du décès de William Hurt, c'est l’acteur Harrison Ford qui reprend le rôle.
- 2025 : Captain America: Brave New World  réalisé par Julius Onah

Ross est élu président des États-Unis à la suite des évènement des films Avengers: Infinity War, Avengers: Endgame et Les Éternels. Il tente de faire adopter un traité international sur l'exploitation de l'adamantium découvert dans le Pacifique. Mais Samuel Sterns, scientifique emprisonné jadis par Ross, revient se venger et tente de créer un conflit international pour en faire porter le chapeau à Ross, mais sera mis en échec par Sam Wilson. Cependant, Sterns s'est également arrangé pour faire empoisonner Ross au gamma et le transformer ainsi en Hulk Rouge. À la suite de cette transformation, Ross démissionne de son poste et accepte de finir derrière les barreaux.

### Télévision
- 2009-2012 : Iron Man: Armored Adventures (série d'animation)
- 2010 : Avengers : L'Équipe des super-héros (série d'animation)

### Jeux vidéo
- 2008 : The Incredible Hulk
- 2009 : Marvel: Ultimate Alliance 2
- 2009 : Marvel Super Hero Squad
- 2013 : Lego Marvel Super Heroes

## Dans la culture populaire
- Red Hulk figure dans la collection de figurines « Action figure » de Marvel Select (en).